# Traité d'Oujda
Le Traité d'Oujda a été signé le 13 août 1984 entre le roi Hassan II du Maroc et le dirigeant de la Libye Mouammar Kadhafi. Il a été approuvé par les électeurs marocains lors du référendum du 31 août, et par le Congrès général du peuple libyen. Le but était de créer une « union d'états » entre les deux, et, finalement, de créer un « Grand Maghreb arabe ».
Le rapprochement entre la Libye et le Maroc a commencé dès 1983. L'accord est finalement abrogé le 29 août 1986 par Hassan II.